# ブライオニー
ブライオニー（Briohny, ไบรโอนี่ 、1982年1月27日 - ）は、タイ人の女性歌手。

## 経歴
タイ人の母とアメリカ人の父を持つ。本名 ブライオニー・スマイス (ไบรโอนี สไมธ์ รอดโพธิ์ทอง、Briohny Smyth)、ニックネームはケイト (เคท)。
オーストラリアで生まれ、幼少の頃アメリカのロサンゼルスに移住し、12歳の時にタイのバンコクに移る。
ちなみに、父親もアイルランドとドイツのハーフで、生まれたのはフランスである。
2002年1月、DoCoMo P211i のカタログやCMに登場。
その後、2003年2月発売の DoCoMo P251is 、2003年10月発売の DoCoMo P252i のカタログやCMにも登場した。

## 作品

### タイ本国盤
- Briohny (1998)
- Black Briohny (1999)
- Close - Up (2001)
- My Briohny (2003)

### 日本盤
- ブライオニー（2003年11月27日 TOCP-66242）
- Pocketfull Of Dream（2003年11月27日 TOCP-40166）
- ブライオニー（2004年3月24日 UICY-3403）